# Toribio Ticona Porco
Toribio Ticona Porco (* 25. dubna 1931 Atocha, Bolívie) je bolivijský římskokatolický kněz, který byl v letech 1992–2012 prelátem Územní prelatury Corocoro.
Dne 20. května 2018 papež František oznámil, že jej na konzistoři 29. června 2018 jmenuje kardinálem. V důsledku svého věku není od okamžiku své kreace počítán mezi kardinály-volitele.